# Stenotarsus ryukyensis
Stenotarsus ryukyensis es una especie de coleóptero de la familia Endomychidae.

## Distribución geográfica
Habita en Japón.